# Мірослава Скленічкова
Мірослава Скленічкова (чеськ. Miroslava Skleničková, 11 березня 1951) — чехословацька гімнастка, призерка Олімпійських ігор.

## Біографічні дані
На Олімпіаді 1968 зайняла друге місце в командному заліку. В індивідуальному заліку вона зайняла дев'яте місце. Також зайняла 17-те місце у вільних вправах, 6-те — в опорному стрибку, 6-те — у вправах на брусах та 23-тє — у вправах на колоді.